# Internationaux de Strasbourg 1999
L'Internationaux de Strasbourg 1999 è stato un torneo di tennis giocato sulla terra rossa. È stata la 13ª edizione del Internationaux de Strasbourg, che fa parte della categoria Tier III nell'ambito del WTA Tour 1999. Si è giocato al Centre Sportif de Hautepierre di Strasburgo in Francia, dal 17 al 23 maggio 1999.

## Campionesse

### Singolare
Jennifer Capriati ha battuto in finale  Elena Lichovceva con il punteggio di 6–1, 6–3

### Doppio
Elena Lichovceva /  Ai Sugiyama hanno battuto in finale  Alexandra Fusai /  Nathalie Tauziat con il punteggio di 2–6, 7–6, 6–1